# رژین پی‌یترا
خانم رژین پی‌یترا Regine Pietra
استاد فلسفه در دانشگاه پیر مندس فرانس در شهر گرونوبل فرانسه و متخصص در زیبایی‌شناسی (استتیک) است.

## آثار
- زنان فیلسوف در یونان و روم باستان، ترجمه دکتر عباس باقری، نشر و پژوهش فرزان روز ۱۳۸۴
- Valery, Directions Spetiales et Parcours Verbal, Letters Moderns, Minercrel دربارهٔ پل والری نویسندهٔ اندیشمند فرانسوی
- Sage Comme une image, Edition du felin دربارهٔ تصویرهای فلسفی در هنرها